# Carl Westergren
Carl Westergren (n. 13 octombrie 1895, Malmö, Malmöhus⁠(d), Suedia – d. 5 august 1958, Malmö, Malmöhus⁠(d), Suedia) a fost un luptător ce a reprezentat Suedia, medaliat olimpic. A participat la 4 ediții ale Jocurilor Olimpice (1920, 1924, 1928, 1932) în care a câștigat două medalii de aur.